# SoftDEL Systems
SoftDELは世界的企業との産業レベルのネットワーク&制御機器について開発とサポートを提供するソリューションプロバイダ。

## 概要
SoftDELは、プロセス・オートメーション、ビルディング・オートメーション、ファクトリーオートメーションおよびサイエンティフィック・技術機器の世界的に有名な企業数社で、リアルタイム・ソリューション、組み込み開発、パソコンを基盤としたソフトウェアとハードウェア開発・設計および製品のサステインズと開発を提供している。インド・プネーの「Magarpatta City」に本部を置いている、日本と北米に支店がある。連結売上高 $ 3.79 million (2009年)、資本金 76,370,490ルピー、従業員数120人。コーポレート・ステートメントは“industrial grade networking & control solutions”（産業レベルのネットワーク&制御ソリューション）。

## SoftDELの進化

### UniDELグループ
UniDELグループは、電気機械機器を設計し製造からスタートして、オートメーション、エンジニアリングおよび技術ビジネスにまで昇りつめた。UniDELグループの製造設備の自動化を長期間にわたり行なった経験や、Eurotherm社やSSD Drives社、LAND instruments社のような世界的企業とのジョイントベンチャーにより、世界に通用する技術力を獲得した。

### SoftDEL システムズ
SoftDELは2000年、UniDELグループの出資により設立された。SoftDEL System Pvt. Ltd. 社を設立し、ムンバイに本社を置き、米国に子会社を設立した。2000年の設立以来、常に最先端の技術を採用したソフトウェア・ハードウェアの自動化製品を提供している。

## 歴史
SoftDELは、2000年1月2日 (1973年Digital Electrics Ltd.）にUniDELグループの出資により設立された。

## 沿革
- 2000年 - SoftDELは、UniDELグループの出資により設立された。
  - SoftDEL System Pvt. Ltd. 社を設立し、ムンバイに本社を置き、米国に子会社を設立した。
- 2004年 - SoftDELはISA100標準委員会のメンバーとなった。
- 2005年 - インドで団体上位五つの革新的なIT企業としてNASSCOM[5]によって指名された。
- 2006年 - 事務所をプネーへ[6]移転した。
  - SoftDEL は、BACnetコンプライアンスの世界中で唯一つのBTL証明研究室としてBACnet International[7].によって認可された。
- 2008年 - SoftDELはMatrikon[8]と合弁事業を構築した。(Matrikon SoftDEL Pvt Ltd)
  - 日本に支店を開設した。
  - SoftDELはプネーへ最先端に移転した。
- 2009年 - SoftDELは、株式会社オックスソリューション (日本) とパートナー契約を締結し、日本市場に参入した。
- 2010年―  SoftDELのBACnetテスト研究所はISO17025:2005 証明を取得。[9]
  - SoftDELの製品発生―Aerodel Director –産業ワイヤレスとネットワーク管理システム。[10]

## 事業内容
- プロセス制御やファクトリーオートメーション: SoftDELは、プロセス・オートメーション社を研究開発サービスプロバイダ。プロセス制御やファクトリーオートメーションの急速な技術進歩にともない、私達は、生産現場のデバイスから、大規模プラントにおける最先端のプロセス制御を行うエンタープライズ・システム（近代的で拡張・カスタマイズが容易）までを提供してきた。SoftDELは、新製品開発、レガシー製品サステインズ、企業レベルの合法化および検証サービスにおける、多様なエンジニアリング・サービスを提供している。

- ビルディング・オートメーションシ: 現在、中大規模の建物や複合商業施設において、各種設備機器のコントロールを行う際に、ビルディングオートメーションシステムによって、建物全体の管理や省エネルギー化、安全面について、遠隔にある集中処理センターから監視・制御を行う必要性が増加している。SoftDELは最先端の研究施設やBAC-netテストラボなど世界レベルの革新的な設備を有している。全ての建物の設備を総合的に制御し、客の要望に合わせてカスタマイズが可能。欧州域外では唯一のBAC-netテストラボを保有している。SoftDELは、BACnet Internationalと協力してBACnetテストラボを設立した。

- 工業用無線: 客の要望に合わせて、802.15.4、802.11およびRFID等を使用して無線機器が可能。SoftDELはISA100標準委員会のメンバーになった。

- サイエンティフィック・技術機器: 技術進歩に伴い、より高い精度/解像度に関する、性能と正確性へのニーズが高まっている。次世代のレコーディング・モニタリング機器には、高速サンプリングやPCへのインターフェイスなどを、リアルタイムで行える性能が要求されている。また、複数のリモートロケーションにあるテスト・計測データを、ネットワーク機能を備えた機器に転送する必要性がある。第4世代のテスト・計測機器には、これらの機能要求に対して、フォームウェアやソフトウェアコンポーネントのバージョンアップを行う事で、実現が可能。

## 経営
- 最高経営責任者 - Chirag Nanavati
- 社長 - Anil Wani
- 最高技術責任者 - Nishith Shah
- 事業部長 - Snehal Oza
- 日本代表責任者 - 牛尾　榮治
- SVP (US)- Dave Westrom

## オフィース

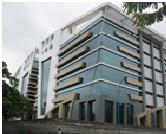
SoftDEL Building

最先端施設におけるセンタ